# 浦辺登
浦辺 登（うらべ のぼる、1956年（昭和31年）12月12日 - ）は、日本の作家、文芸評論家、書評家。

## 略歴
福岡県筑紫野市生まれ。東福岡高等学校卒業。福岡大学ドイツ語学科在学中から雑誌への投稿を行なうが、卒業後もサラリーマン生活の傍ら投稿を続ける。近年はインターネットサイトの書評投稿に注力しているが、オンライン書店ビーケーワンでは「書評の鉄人」の称号を得る。「九州ラーメン研究会」のメンバーとして首都圏のラーメン文化を研究中。地元福岡で学習会を主宰し、オンラインでも歴史講座を行い、要請があれば各地で講演を行っている。
公式ホームページ
2014年、神奈川県川崎市宮前区から福岡県へ転居。福岡市西区在住。
2017年6月から読売新聞福岡県版に「維新秘話福岡」を連載し、2018年12月に終了。
2018年、NHK福岡制作「維新の傑物たち」に黒田長溥、加藤司書、真木和泉に出演。
2019年10月から、「よみうりFBS文化センター」（北九州市小倉北区）での「高杉晋作と望東尼」講座を終了。
2020年5月から、「オンライン講座」を開始。
2021年7月から、「博多市民センター」で歴史講座を開始。

## 交友関係
毎年、10月18日に東京・全生庵、谷中霊園で行われる来島恒喜の慰霊祭で田中健之の知己を得る。国民の反対を押し切って持論の不平等条約改正を推し進める大隈重信を襲撃したのが来島恒喜。敗戦後、GHQによって封殺された玄洋社・黒龍会の精神を守ることが日本の再生につながるとの共通の理念から田中と結びつく。以後、相互にアジアの救済、安定のための情報交換を行っている。カンボジアでの地雷撤去、学校建設に尽力する大谷賢二、執筆関係者として矢野寛治（中洲次郎）、松尾龍之介と親交がある。

## 現在研究中の対象
玄洋社、黒龍会の研究を通して杉山茂丸（明治大正のフィクサー、頭山満の盟友）の曾孫である杉山満丸と意気投合。その後、杉山満丸の誘いを受け「夢野久作と杉山三代研究会」発起人に名を連ねる。研究会は毎年3月上旬に筑紫野市で開催され、全国から夢野久作、杉山茂丸、杉山龍丸の研究者が集う。「中国革命の故郷・福岡」から、孫文、黄興らを支えた人々を研究中。
明治時代の歴史年表に記載されない史実、いわゆる「征韓論」などを調査中。

## 著作
- 『太宰府天満宮の定遠館[1]』弦書房、2009年 日清戦争での清国北洋艦隊「定遠」の部材で建てられた館
- 『霊園から見た近代日本[2]』弦書房、2011年 青山霊園、谷中霊園、泉岳寺、木母寺の墓地から見る近代日本の姿
- 『東京の片隅からみた近代日本[3]』弦書房、2012年 鉄道、戦争、事件、スポーツなどから日本の近代化の過程を検証
- 『アジア独立と東京五輪[4]』弦書房、2013年 1964年東京オリンピック成功の背景に横たわる国際問題とは
- 『夢野久作と杉山三代研究会報誌　創刊号』2013年、「杉山茂丸とアジア主義」（私家版）
- 『夢野久作と杉山三代研究会報誌　第２号』2014年、「伊藤博文暗殺事件の謎に迫る。杉山茂丸は真犯人か？」（私家版）
- 『夢野久作と杉山三代研究会報誌　第３号』2015年、「杉山茂丸過去帳について」（私家版）
- 『夢野久作と杉山三代研究会報誌　第４号』2016年、「杉山茂丸葬儀フィルムについて」ISBN 978-4-88345-111-1
- 『玄洋社とは何者か』弦書房、2017年 戦後長く封印されてきた玄洋社の真実に迫る（２刷）ISBN 978-4-86329-154-6
- 『夢野久作と杉山三代研究会報誌　第５号』2017年、「中国革命関係者日本人名簿を読み解く」ISBN 978-4-88345-114-2
- 『福岡地方史研究 第56号』福岡地方史研究会　編（共著）花乱社、2018年「玄洋社員・小野隆助のこと」
- 『権藤成卿の君民共治論』権藤成卿研究会　編（共著）展展社、2019年、中国の革命家に影響を与えた権藤成卿の研究書
- 『福岡地方史研究 第57号』福岡地方史研究会　編（共著）花乱社、2019年「幻のオリンピック・ガネフォ」
- 『勝海舟から始まる近代日本』弦書房、2019年、福岡と関係が深い勝海舟を中心に、人物相関図を基に近現代史を解説
- 『福岡地方史研究 第５８号』福岡地方史研究会　編（共著）花乱社、2020年「北野天満宮を考察する」
- 『維新秘話福岡』花乱社、2020年、維新の策源地・太宰府を擁する福岡県の維新の史跡、話を現地を歩いたガイドブック
- 『維新と興亜　第４号』維新と興亜編集部　編（共著）、2021年「川島澄之助の学問の師・古松簡二」望楠書房
- 『維新と興亜　第５号』維新と興亜編集部　編（共著）、2021年「川島澄之助が関与した大楽源太郎殺害事件」望楠書房
- 『威風凛凛烈士鐘崎三郎』鐘崎三郎顕彰会　編（共著）、2021年 ISBN 978-4-910038-31-5
- 『福岡地方史研究　第５９号』福岡地方史研究会　編（共著）花乱社、2021年「福岡陸軍墓地について」
- 『維新と興亜　第９号』維新と興亜編集部　編（共著）、2021年「孫文を助けた玄洋社と宮崎滔天」望楠書房
- 『明治四年・久留米藩難事件』弦書房、2023年、ISBN 978-4-86329-263-5